# Romel Quiñoñez
Romel Javier Quiñónez Suárez (* 25. června 1992, Santa Cruz de la Sierra, Bolívie) je bolivijský fotbalový brankář a reprezentant, který působí v bolivijském klubu Club Bolívar.

## Klubová kariéra
Romel Quiñoñez hraje v Bolívii za Club Bolívar od roku 2010.

## Reprezentační kariéra
Reprezentuje Bolívíi, v národním týmu debutoval v roce 2013.